# Камбрен
Камбрен (фр. Cambrin) — коммуна во Франции, регион О-де-Франс, департамент Па-де-Кале, округ Бетюн, кантон Дуврен. Расположена в 8 км к юго-востоку от Бетюна и в 11 км к северо-западу от Ланса, в 6 км от автомагистрали А26 "Англия" Труа-Кале.
Население (2018) — 1 236 человек.

## Достопримечательности
Военный мемориал с одной из семи имеющихся во Франции копий Статуи Свободы

## Экономика
Уровень безработицы (2017) — 13,1 % (Франция в целом — 13,4 %, департамент Па-де-Кале — 17,2 %). 

Среднегодовой доход на 1 человека, евро (2017) — 21 500 (Франция в целом — 21 110, департамент Па-де-Кале — 18 610).

## Демография
Динамика численности населения, чел.

## Администрация
Администрацию Камбрена с 2014 года возглавляет Филипп Дрюме (Philippe Drumez). На муниципальных выборах 2020 года возглавляемый им список получил 100 % голосов.
| Период | Период | Фамилия      | Партия                  | Примечания                                                                     |
| ------ | ------ | ------------ | ----------------------- | ------------------------------------------------------------------------------ |
| 1989   | 2014   | Одетт Дюрье  | Социалистическая партия | член Генерального совета департамента, депутат Национального собрания, сенатор |
| 2014   |        | Филипп Дрюме |                         |                                                                                |

## Галерея

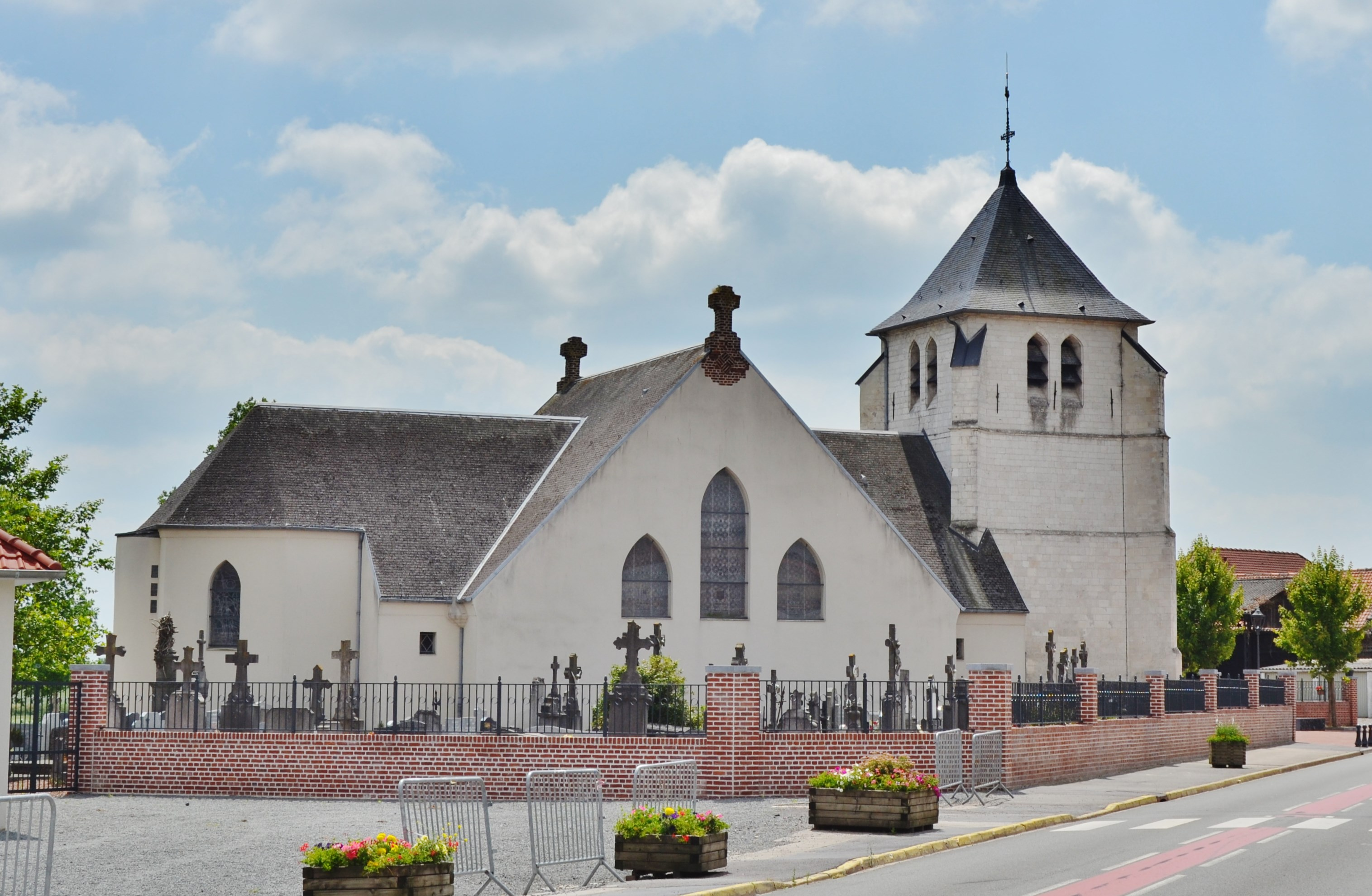
Церковь Нотр-Дам
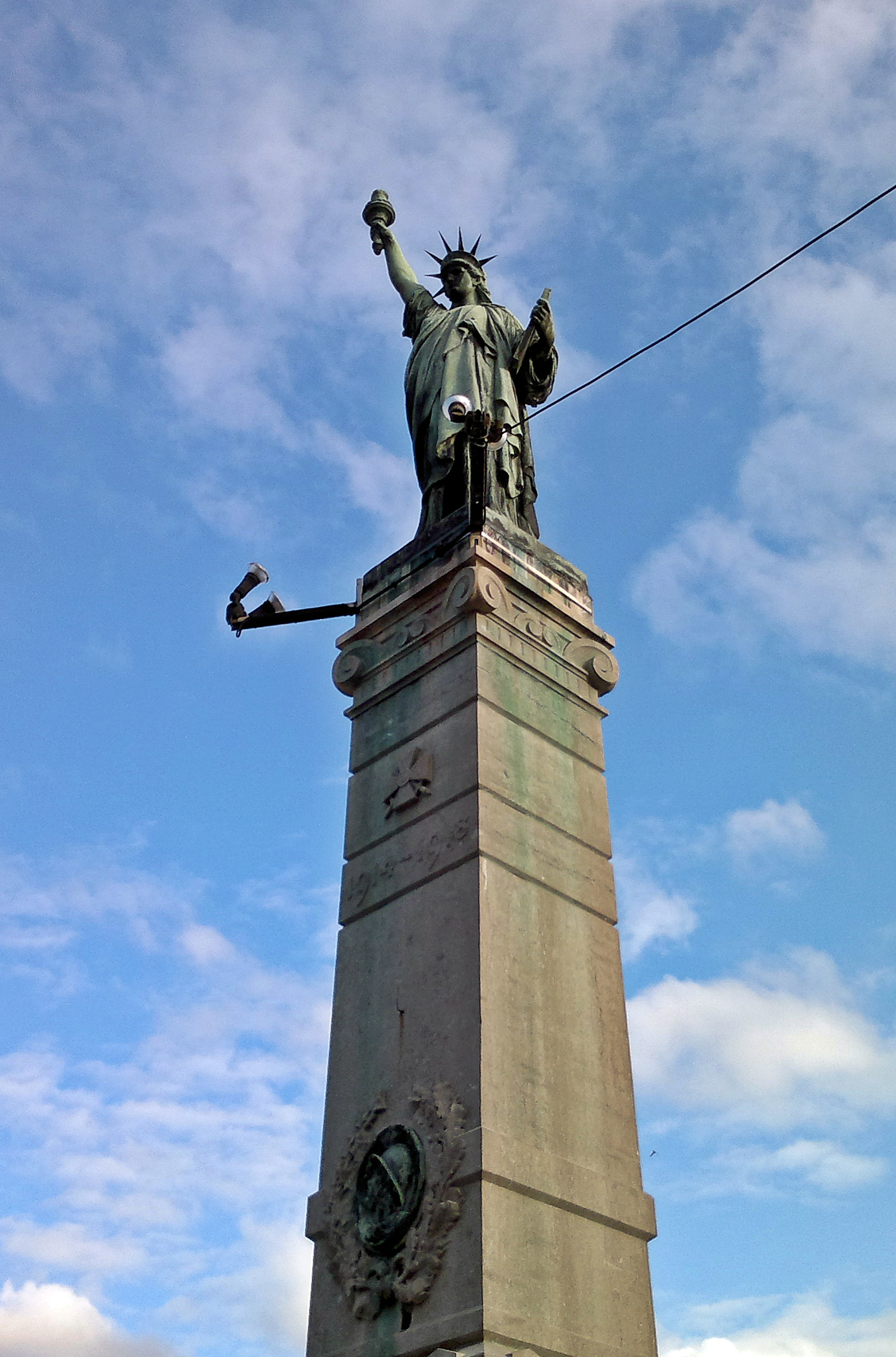
Копия Статуи Свободы на военном мемориале

1. 1 2  база данных о французских коммунах — Национальный географический институт Франции, 2015.